# François Ayayen
François Ayayen est un militaire et homme politique congolais né en 1946 dans le département de la Likouala.
Ayant atteint le rang de brigadier général après l'élection de Pascal Lissouba, il fut ministre de l'Intérieur à partir de décembre 1992 dans le « gouvernement d'unité » mis en place par ce dernier, puis ministre de la Défense à partir de septembre 1996 jusqu'au départ forcé de Pascal Lissouba de la présidence en 1997. Il vit depuis en exil.
François Ayayen a étudié l'agronomie en Roumanie dans les années 1970. Durant les années 1960, il a également travaillé au service de Pascal Lissouba, alors Premier ministre, qu'il soutient ensuite durant l'élection présidentielle de 1992. Le 7 mars 1996, il est nommé chef d'état-major particulier de Pascal Lissouba. 